# Aartsbisdom Algiers

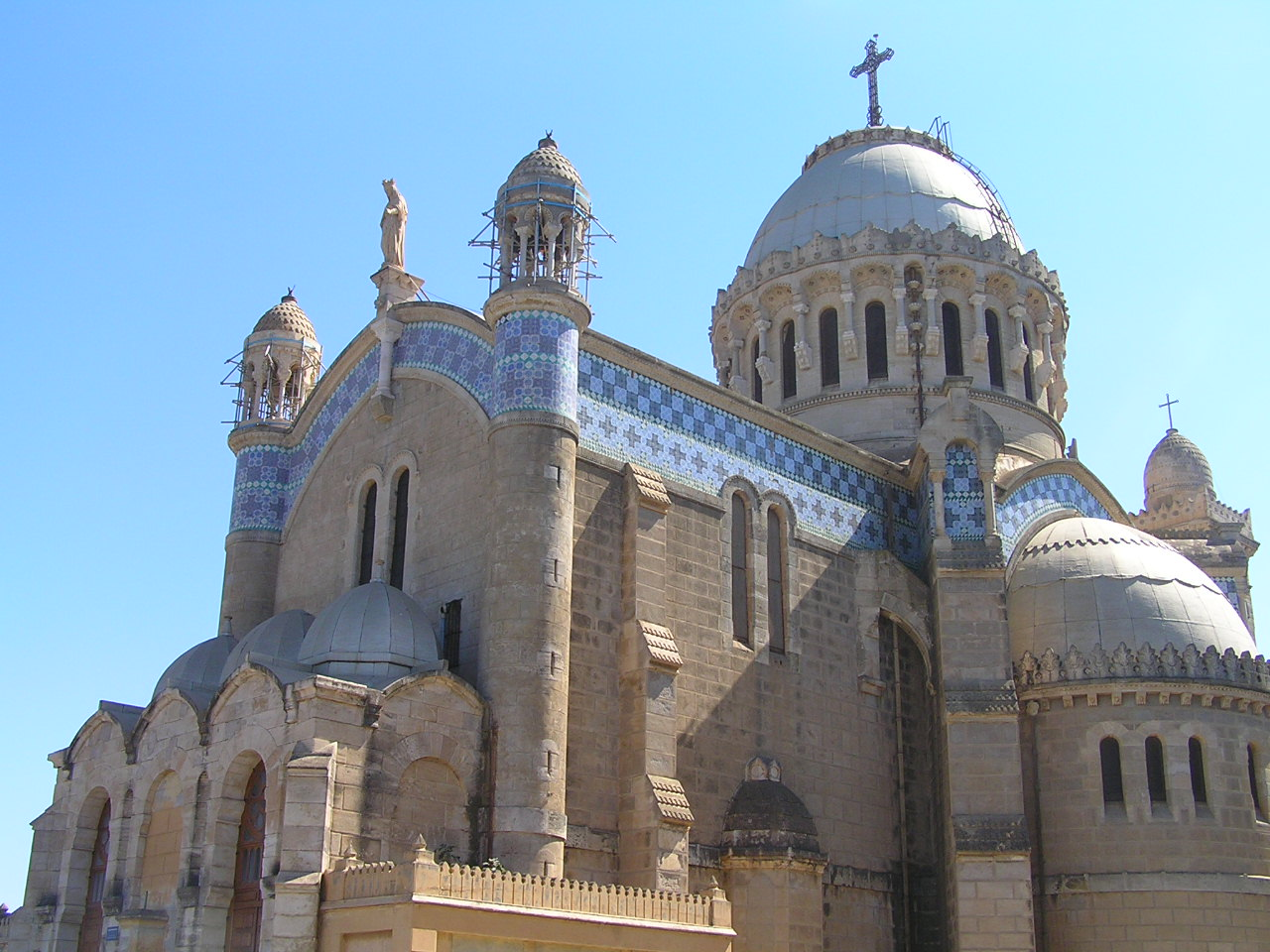
De kathedrale basiliek van Onze-Lieve-Vrouw van Afrika in Algiers

Het aartsbisdom Algiers (Latijn: Archidioecesis Algeriensis) werd op 10 augustus 1838 gesticht als regulier bisdom. Het was suffragaan aan het Franse aartsbisdom Aix. In 1866 werd grondgebied afgesplitst, waarop zowel bisdom Oran en het bisdom Constantine werden gesticht. Bij die gelegenheid werd het diocees Algiers verheven tot metropolitaan aartsbisdom (alleen het immediate bisdom Laghouat is niet suffragaan). De zetel van het bisdom is in Algiers waar zich de kathedrale basiliek van Onze-Lieve-Vrouw van Afrika bevindt. Tot aan de Algerijnse onafhankelijkheid fungeerde de kerk van H. Filippus als kathedraal, sindsdien is deze omgefunctioneerd tot een moskee.

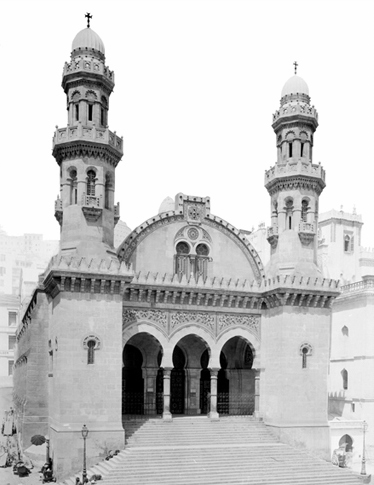
De voormalige kathedraal van H. Filippus in Algiers rond 1893, nu een moskee

Het christendom werd vanaf de 17e eeuw in Algerije vooral vertegenwoordigd door de lazaristen. Aan hen werd het apostolisch gezag toevertrouwd tot de stichting van het bisdom in 1838.

## (Aarts)bisschoppen, pontificaat
- Antoine Louis Adolphe Dupuch, 1838-1845
- Louis Antoine Augustin Pavy, 1846-1866
- Charles Martial Allemand Lavigerie, 1867-1892
- Prosper Auguste Dusserre, 1892-1897
- Fédéric Henri Oury, 1989-1907
- Barthélemy Clément Combes, 1909-1917
- Auguste Fernand Leynaud, 1917-1953
- Léon Etienne Duval, 1954-1988
- Henri Antoine Marie Teissier, 1988-2008
- Ghaleb Moussa Abdalla Bader, 2008-2015
- Paul Desfarges, SJ,  2016–2021
- Jean-Paul Vesco, sinds 2021